# Racing de Santander
Real Racing Club de Santander, S.A.D. je španělský fotbalový klub sídlící ve městě Santander. Založen byl 14. června roku 1913 a během své historie strávil 44 sezón v nejvyšší soutěži (z posledních 20 sezón odehrál v Primera División 17). Nejúspěšnější období byly pro něj 30. léta. Tento klub nikdy nevyhrál španělskou ligu, jeho největším úspěchem je 2. místo z roku 1931.

## Stadion
Klub Racing de Santander sídlí na stadionu El Sardinero s celkovou kapacitou 21 540 diváků, nacházející se na adrese C/ Real Racing Club, S/N 39005 ve španělském městě Santander. Stadion byl pro veřejnost otevřen 20. srpna roku 1988. 